# Флаг Тёсовского сельского поселения
Флаг муниципального образования «Тёсовское сельское поселение» Лужского муниципального района Ленинградской области Российской Федерации — опознавательно-правовой знак, служащий официальным символом муниципального образования.
Флаг утверждён 13 мая 2011 года и 19 мая 2011 года внесён в Государственный геральдический регистр Российской Федерации с присвоением регистрационного номера 6873.

## Описание
«Флаг муниципального образования Тёсовское сельское поселение Лужского муниципального района Ленинградской области представляет собой прямоугольное полотнище с отношением ширины флага к длине — 2:3, воспроизводящее композицию герба муниципального образования Тёсовское сельское поселение Лужского муниципального района Ленинградской области в чёрном, белом и жёлтом цветах».
Геральдическое описание герба гласит: «В чёрном поле серебряный орёл с золотыми клювом и лапами».

## Обоснование символики
По данным «Памятной книжки Санкт-Петербургской губернии» за 1905 год значительная часть современной территории Тёсовского сельского поселения входила в состав сельских обществ Бутковской волости Лужского уезда Санкт-Петербургской губернии.
Другая часть территории современного Тёсовского сельского поселения относилась до 1927 года к Тёсовской волости Новгородской губернии. По постановлению Президиума ВЦИК от 10 декабря 1928 года из Черновского района Новгородской области в Оредежский район Ленинградской области перечислен Каменно-Полянский сельский совет. Решением Леноблисполкома от 10 июля 1959 года Каменно-Полянский сельский совет переименован в Тёсовский сельский совет. По Указу Президиума Верховного Совета РСФСР от 22 октября 1959 года Оредежский район ликвидирован, а Тёсовский сельсовет включен в состав Лужского района.
Серебряный орёл напоминает о памятнике старины — руинах каменной церкви Рождества Иоанна Предтечи (1552—1563 годы), с 1646 года с приделом святого Иоанна Новгородского, с 1718 года с двумя приделами: каменным — Святого Духа и деревянным — святого Климента Римского, сгорела в 1827 году. В 1832—1834 годах в крипте устроен придел святого Митрофана Воронежского. Закрыта в 1939 году Действовала в 1942—1945 годах.
Чёрный цвет — символ благоразумия, мудрости, скромности, честности, древности и вечности бытия. Цвет, напоминающий о торфяниках и торфопредприятии, положившим начало истории посёлка Тёсово-4. Также напоминание о былом Черновском районе, в состав которого входили Каменные Поляны.
Белый цвет (серебро) — чистота помыслов, правдивость, невинность, благородство, откровенность, непорочность, надежда. Озеро Белое.
Жёлтый цвет (золото) — символ божественного сияния, благодати, прочности, величия, солнечного света. Символизирует также могущество, силу, постоянство, знатность, справедливость, верность.